# Marcel Dupont
Marcel Dupont, bijgenaamd het Arendje van Jupille, (Jupille, 20 oktober 1917 - Blégny, 6 maart 2008) was een Belgisch wielrenner. Hij begon zijn wielerloopbaan bij de "nieuwelingen" in 1934. In 1936 werd hij juniorwielrenner en in 1939 ging hij bij de "onafhankelijken". Van  1940 tot 1951 was hij beroepsrenner. In 1949 eindigde Dupont als vijfde in de Ronde van Frankrijk. In zijn loopbaan behaalde hij tien overwinningen.

## Resultaten in voornaamste wedstrijden
| Jaar | Ronde van Italië | Ronde van Frankrijk | Ronde van Spanje |
| ---- | ---------------- | ------------------- | ---------------- |
| 1943 |                  |                     |                  |
| 1946 |                  |                     |                  |
| 1947 |                  |                     |                  |
| 1948 |                  | 20e                 |                  |
| 1949 |                  | 5e                  |                  |
| 1950 | opgave           | opgave              |                  |
| 1951 | opgave           |                     |                  |

| Jaar | Parijs-Roubaix | Luik-Bast.‑Luik | Waalse Pijl | Parijs-Tours |  | WK op de weg |
| ---- | -------------- | --------------- | ----------- | ------------ |  | ------------ |
| 1943 |                |                 | 12e         |              |  |              |
| 1946 |                | 24e             |             |              |  |              |
| 1947 |                | 13e             |             |              |  |              |
| 1948 | 57e            |                 | 12e         | 11e          |  | 5e           |
| 1949 | 107e           |                 |             |              |  |              |
| 1950 |                | 55e             |             |              |  |              |
| 1951 | 19e            | 29e             | 43e         |              |  |              |